# Simply.com
|  | Sammenskrivningsforslag Artiklen Simply.com er foreslået føjet ind i Team.blue Denmark. (Siden januar 2020) Diskutér forslaget |

Simply.com (tidl. UnoEuro) er en dansk webhoteludbyder, grundlagt i 2004 af team.blue Denmark (tidl. Zitcom A/S). Virksomheden leverer webhoteller og domæner.

## Historie
Simply.com A/S blev grundlagt i 2004 under navnet UnoEuro, som et særskilt selskab med henblik på at lave en spiller i det danske lavpris-webhostingmarked. Senere er virksomheden blevet et datterselskab under samme CVR-nummer som resten af team.blue Denmark A/S.
Gennem team.blue Denmark A/S har Simply.com gennemført en række opkøb i det danske webhosting-marked, og flyttet kundeporteføljerne til Simply.com:
- Meebox ApS i 2017[2]
- Danhost A/S i 2018
- Talkactive ApS / Web10 ApS i 2017[3]
- Cohaesio A/S / Surftown A/S i 2018[4]

I marts 2019 skiftede UnoEuro navn til Simply.com

## Eksterne links
- Officiel hjemmeside